# Rostislav Nejepsa
Rostislav Nejepsa (23. březen 1989, Praha – 28. září 2010, Strančice) byl český fotbalový záložník, naposledy působící v druholigovém klubu FK Spartak MAS Sezimovo Ústí.

## Kariéra
Pražský rodák působil od útlého mládí v různých mládežnických kategoriích pražské Sparty, ve které se probojoval až do druholigového B-týmu. Do „áčka“ se však nepodíval, chodil po hostováních v Kolíně nebo Králově Dvoře. V roce 2010 pak hostoval v týmu FK Spartak MAS Sezimovo Ústí.
Jednalo se o levonohého hráče, který dokázal hrát na všech postech záložní řady. Vynikal ve finálních přihrávkách a jeho snem bylo zahrát si německou Bundesligu.

## Nehoda
Jeho život ukončil brzy ráno 28. září 2010 u obce Strančice u Prahy střet s vlakem. S kamarádem šli po vlakových kolejích a pravděpodobně sluchátka s hudbou na jejich uších zapříčinila to, že si ani jeden nevšimli přijíždějícího vlaku. Nejepsa zemřel na místě, jeho kamarád byl v šoku převezen do nemocnice.